# Ligonchio
Ligonchio är en ort i kommunen Ventasso i provinsen Reggio Emilia i regionen Emilia-Romagna i Italien. 
Ligonchio upphörde som kommun den 1 januari 2016 och bildade med de tidigare kommunerna Busana, Collagna och Ramiseto den nya kommunen Ventasso. Den tidigare kommunen hade 819 invånare (2015).